# Giclas
Komet Giclas (uradno ime je 84P/Giclas), je periodični komet z obhodno dobo okoli 7,0 let.
 Komet pripada Jupitrovi družini kometov .

## Odkritje
Komet je 8. septembra 1978 odkril ameriški astronom Henry Lee Giclas na Observatoriju Lowell v Arizoni, ZDA .

## Lastnosti
Premer kometa je okoli 1,80 km. 
Ob odkritju je Giclas ocenil magnitudo na vrednost okoli 15,6 
Komet so opazovali tudi na Observatoriju Črni Vrh .